# Atletismo nos Jogos Pan-Americanos de 2011 - 10000 m feminino

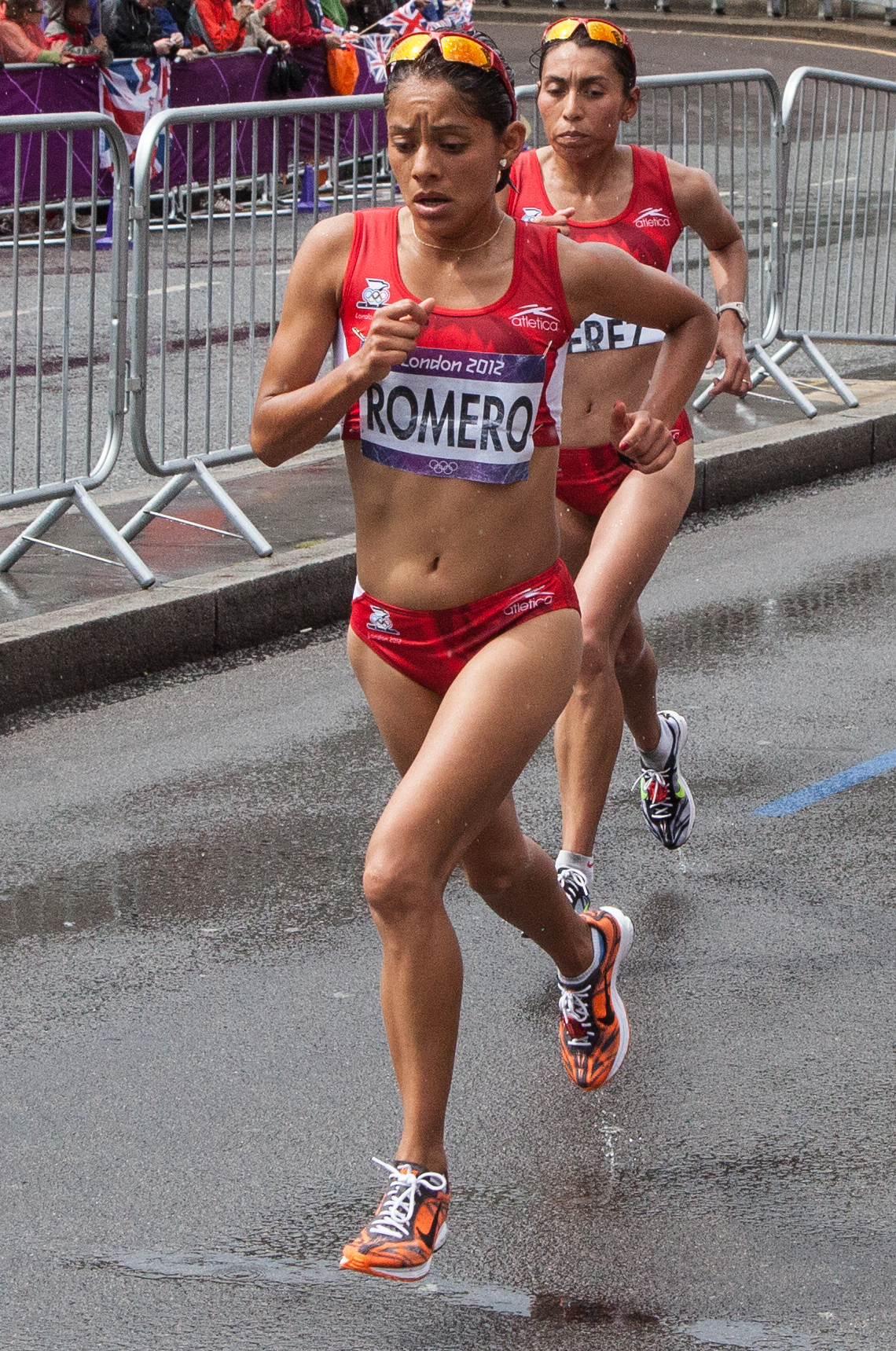
Marisol Romero (foto nos Jogos Olímpicos de 2012), medalhista de ouro na competição em questão.

A competição dos 10000 m rasos feminino foi um dos eventos do atletismo nos Jogos Pan-Americanos de 2011, em Guadalajara. Foi disputada no Estádio Telmex de Atletismo no dia 25 de outubro.

## Calendário
Horário local (UTC-6).
| Data          | Horário | Fase  |
| ------------- | ------- | ----- |
| 25 de outubro | 16:45   | Final |

## Medalhistas
| Ouro   | MEX Marisol Romero       |
| Prata  | BRA Cruz Nonata da Silva |
| Bronze | COL Yolanda Caballero    |

## Recordes
Recordes mundial e pan-americano antes da disputa dos Jogos Pan-Americanos de 2011.
| Tipo                             | Atleta        | Tempo    | Local          | Data                  |
| -------------------------------- | ------------- | -------- | -------------- | --------------------- |
|                                  | Wang Junxia   | 29:31.78 | Pequim         | 8 de setembro de 1993 |
| Recorde dos Jogos Pan-Americanos | Sara Slattery | 32:54.41 | Rio de Janeiro | 23 de julho de 2007   |

## Resultados

### Final
| Pos.              | Atleta               | País               | Tempo    | Obs. |
| ----------------- | -------------------- | ------------------ | -------- | ---- |
| Medalha de ouro   | Marisol Romero       | MEX México         | 34:07:24 |      |
| Medalha de prata  | Cruz Nonata da Silva | BRA Brasil         | 34:22:44 |      |
| Medalha de bronze | Yolanda Caballero    | COL Colômbia       | 34:39:14 |      |
| 4                 | Annie Bersagel       | USA Estados Unidos | 35:23:31 |      |
| 5                 | Yudisleidis Castillo | CUB Cuba           | 35:35:43 |      |
| 6                 | Julia Rivera         | PER Peru           | 35:46:21 |      |
| 7                 | Cassie Ficken Slade  | USA Estados Unidos | 36:14:96 |      |
| 8                 | Hortencia Arzapalo   | PER Peru           | 37:10:63 |      |

Legenda
| Recorde mundial                  | Recorde mundial (World record)               |                       | Recorde africano                      | Recorde africano (African) |                                           | Q | Classificado por posição (Qualified) |
| Recorde dos Jogos Pan-Americanos | Recorde pan-americano (Pan-American record)  | Recorde da América    | Recorde da América (Americas)         | q                          | Classificado por melhor tempo (Qualified) |   |                                      |
| Melhor marca do ano              | Melhor marca do ano (World leading)          | Recorde asiático      | Recorde asiático (Asian)              | DNS                        | Não largou (Did not start)                |   |                                      |
| Recorde nacional                 | Recorde nacional (National record)           | Recorde europeu       | Recorde europeu (European)            | DNF                        | Não terminou (Did not finish)             |   |                                      |
| Recorde pessoal                  | Recorde pessoal do atleta (Personal best)    | Recorde da Oceania    | Recorde da Oceania (Oceania)          | DSQ / DQ                   | Desclassificado (Disqualified)            |   |                                      |
| Recorde da temporada             | Recorde da temporada do atleta (Season best) | Recorde sul-americano | Recorde sul-americano (South America) | NM                         | Sem marca (No mark)                       |   |                                      |